# SN 2005na
SN 2005na – supernowa typu Ia odkryta 31 grudnia 2005 roku w galaktyce UGC 3634. W momencie odkrycia miała maksymalną jasność 16,10m.